# Irene Steer
Irene Steer (* 10. August 1889 in Cardiff; † 18. April 1977 ebenda) war eine britische Freistilschwimmerin und olympische Goldmedaillengewinnerin.

## Leben

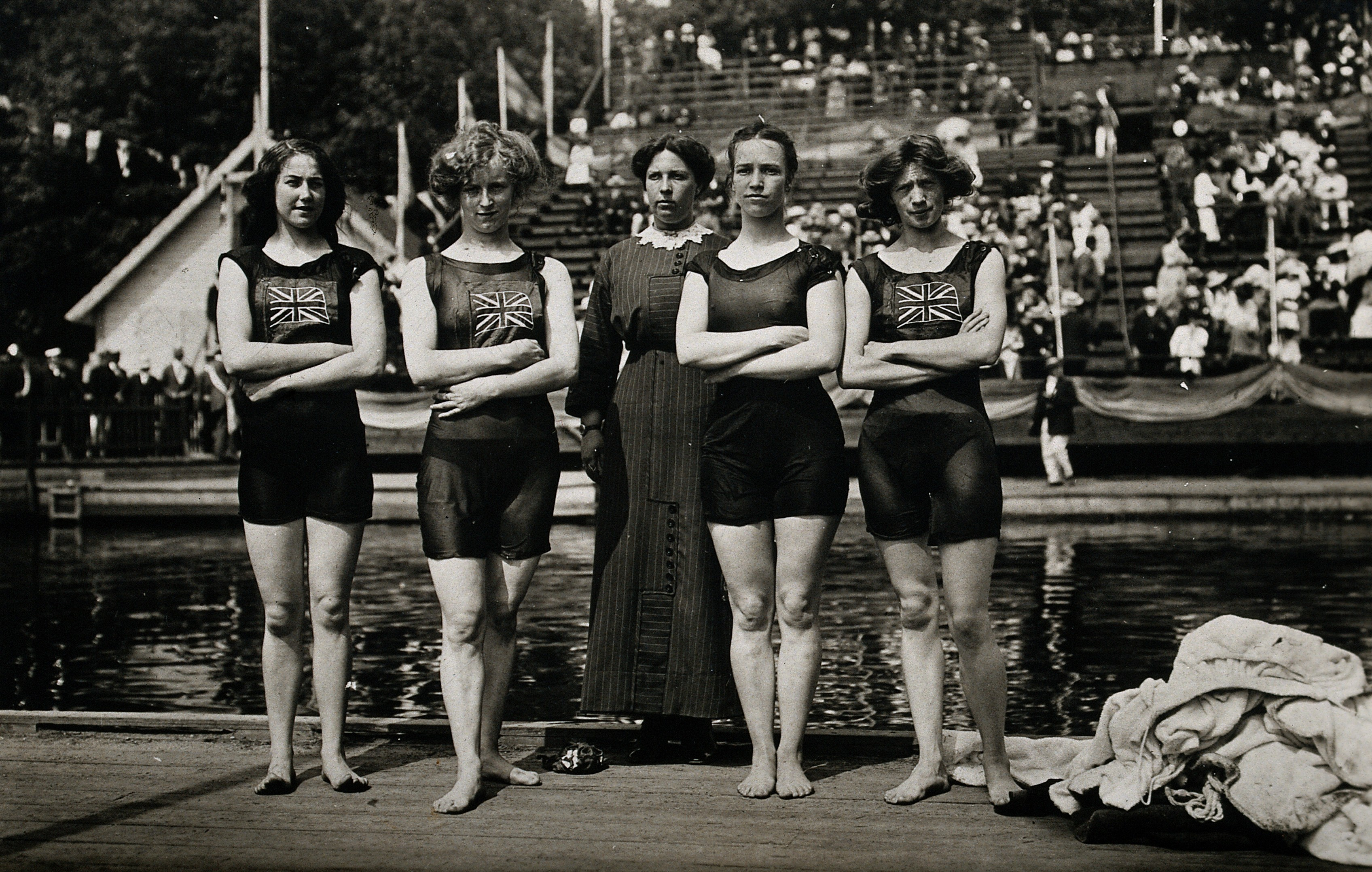
Die siegreiche britische 4-mal-100-Meter-Freistilstaffel.
Von links nach rechts: Isabella Moore, Jennie Fletcher, Betreuerin Clara Jarvis, Annie Speirs und Irene Steer.

Steer begann als Brustschwimmerin und stellte ihren Schwimmstil auf Kraul um. Von 1907 bis zu ihrem Karriereende 1913 war sie ungeschlagene walisische Meisterin über 100 Yards Freistil.
Bei den Olympischen Sommerspielen 1912 nahm sie am Einzelwettbewerb über 100 Meter Freistil der Frauen teil. Im Halbfinale wurde sie aufgrund einer Kollision disqualifiziert.
Mit der 4-mal-100-Meter-Freistilstaffel gewann sie die Goldmedaille. Sie war somit die erste Waliserin, die eine olympische Goldmedaille gewann.
Nach dem Ende ihrer aktiven Laufbahn 1913 heiratete sie William Nicholson, den Direktor und Vorsitzenden von Cardiff City, mit dem sie drei Töchter und einen Sohn hatte.
Sie starb 1977 im Alter von 87 Jahren in ihrer Heimatstadt Cardiff.